# 다노사와촌
다노사와촌(田野沢村)은 니가타현 사도군에 설치되었던 촌이다. 현재의 사도시에 해당한다.